# Dulce (Nou Mèxic)
Dulce (jicarilla Lóosi) és una concentració de població designada pel cens dels Estats Units a l'estat de Nou Mèxic. Segons el cens del 2000 tenia 2.623 habitants.

## Demografia
Segons el cens del 2000, Dulce tenia 2.623 habitants, 779 habitatges, i 595 famílies. La densitat de població era de 78,2 habitants per km².
Dels 779 habitatges en un 48,7% hi vivien nens de menys de 18 anys, en un 38,8% hi vivien parelles casades, en un 28,9% dones solteres, i en un 23,6% no eren unitats familiars. En el 19,9% dels habitatges hi vivien persones soles el 5,3% de les quals corresponia a persones de 65 anys o més que vivien soles. El nombre mitjà de persones vivint en cada habitatge era de 3,34 i el nombre mitjà de persones que vivien en cada família era de 3,83.
Per edats la població es repartia de la següent manera: un 40% tenia menys de 18 anys, un 10% entre 18 i 24, un 29,2% entre 25 i 44, un 16,3% de 45 a 60 i un 4,6% 65 anys o més.
L'edat mediana era de 25 anys. Per cada 100 dones de 18 o més anys hi havia 91,4 homes.
La renda mediana per habitatge era de 26.818 $ i la renda mediana per família de 29.402 $. Els homes tenien una renda mediana de 26.055 $ mentre que les dones 21.623 $. La renda per capita de la població era de 10.108 $. Aproximadament el 24,8% de les famílies i el 29,5% de la població estaven per davall del llindar de pobresa.

## Poblacions més properes
El següent diagrama mostra les poblacions més properes.